# Rivalité entre la Belgique et la France en football
La rivalité entre la Belgique et la France en football désigne la rivalité sportive en football entre l'équipe de Belgique et l'équipe de France, qui perdurent depuis leur premier affrontement en 1904.
En 2024, avant que les deux équipes ne s'affrontent en 8e de finale de l'Euro 2024, le journaliste français Vincent Duluc considère que France-Belgique est « à la fois la fête des voisins et une rivalité profonde », indiquant que « les grands anciens rapportent que France-Belgique est la mère de toutes les batailles ».

## Sélections nationales
Le match Belgique-France du 1er mai 1904 est le premier match officiel de chacune des équipes représentatives de ces deux pays voisins, bien que dans les faits, des matchs de sélections non officielles avaient déjà eu lieu des deux côtés de la frontière. Les 75 rencontres officielles entre la Belgique et la France depuis 1904, font de chacune de ces équipes un des adversaires les plus fréquents de l'autre. Jusqu'au début des années 1970, ces sélections se rencontraient quasi-annuellement pour une rencontre amicale, surnommée « Le match sympathique » .
Trois rencontres ont eu lieu en phase finale de la Coupe du monde, d'abord en huitième de finale du mondial 1938, puis deux fois dans le dernier carré : match pour troisième place lors l'édition de 1986 et demi-finale en 2018. Néanmoins, la Belgique et la France se sont affrontées quatre fois durant des éliminatoires pour la Coupe du monde (1958 et de 1982).  
En ce qui concerne le Championnat d'Europe des nations, les deux pays se sont rencontrés quatre fois lors des éliminatoires (pour l'Euro 1968 et pour l'Euro 1976) et deux fois en phase finale (Euro 1984 et 2024). 
À l'occasion des demi-finales de la Ligue des nations 2021, les Bleus s'imposent (2-3).
Malgré un total de victoires général à l'avantage des Belges, les Français se sont systématiquement imposés en phase finale de compétitions internationales.

### Tableau des confrontations
|    | Date              | Lieu              | Match                                                     | Score | Compétition                                                                 |
| —  | 23 septembre 1900 | Paris             | Club français - Fédération Athlétique Universitaire Belge | 6-2   | Jeux olympiques 1900 (Tournoi de démonstration) [1]                         |
| 1  | 1er mai 1904      | Bruxelles         | Belgique - France                                         | 3-3   | Match amical [2],[3],[4]                                                    |
| 2  | 7 mai 1905        | Bruxelles         | Belgique - France                                         | 7-0   | Match amical [5],[6],[7],[8]                                                |
| 3  | 22 avril 1906     | Saint-Cloud       | France - Belgique                                         | 0-5   | Match amical [9],[10]                                                       |
| 4  | 21 avril 1907     | Bruxelles         | Belgique - France                                         | 1-2   | Match amical [11]                                                           |
| 5  | 12 avril 1908     | Paris             | France - Belgique                                         | 1-2   | Match amical [12],[13]                                                      |
| 6  | 9 mai 1909        | Bruxelles         | Belgique - France                                         | 5-2   | Match amical [14],[15]                                                      |
| 7  | 3 avril 1910      | Gentilly          | France - Belgique                                         | 0-4   | Match amical [16]                                                           |
| 8  | 30 avril 1911     | Bruxelles         | Belgique - France                                         | 7-1   | Match amical [17],[18],[19]                                                 |
| 9  | 28 janvier 1912   | Saint-Ouen        | France - Belgique                                         | 1-1   | Match amical [20],[21]                                                      |
| 10 | 16 février 1913   | Bruxelles         | Belgique - France                                         | 3-0   | Match amical [22],[23]                                                      |
| 11 | 25 janvier 1914   | Lille             | France - Belgique                                         | 4-3   | Match amical [24],[25],[26]                                                 |
| 12 | 9 mars 1919       | Bruxelles         | Belgique - France                                         | 2-2   | Match amical [27],[28]                                                      |
| 13 | 28 mars 1920      | Paris             | France - Belgique                                         | 2-1   | Match amical [29],[30]                                                      |
| 14 | 6 mars 1921       | Bruxelles         | Belgique - France                                         | 3-1   | Match amical [31]                                                           |
| 15 | 15 janvier 1922   | Colombes          | France - Belgique                                         | 2-1   | Match amical [32],[33]                                                      |
| 16 | 25 février 1923   | Bruxelles         | Belgique - France                                         | 4-1   | Match amical [34],[35]                                                      |
| 17 | 13 janvier 1924   | Paris             | France - Belgique                                         | 2-0   | Match amical [36],[37]                                                      |
| 18 | 11 novembre 1924  | Bruxelles         | Belgique - France                                         | 3-0   | Match amical [38],[39]                                                      |
| 19 | 11 avril 1926     | Vincennes         | France - Belgique                                         | 4-3   | Match amical [40],[41]                                                      |
| 20 | 20 juin 1926      | Bruxelles         | Belgique - France                                         | 2-2   | Match amical [42],[43]                                                      |
| 21 | 15 avril 1928     | Colombes          | France - Belgique                                         | 2-3   | Match amical [44],[45]                                                      |
| 22 | 26 mai 1929       | Liège             | Belgique - France                                         | 4-1   | Match amical [46],[47]                                                      |
| 23 | 13 avril 1930     | Colombes          | France - Belgique                                         | 1-6   | Match amical [48],[49]                                                      |
| 24 | 25 mai 1930       | Liège             | Belgique - France                                         | 1-2   | Match amical [50],[51]                                                      |
| 25 | 7 décembre 1930   | Paris             | France - Belgique                                         | 2-2   | Match amical [52],[53]                                                      |
| 26 | 1er mai 1932      | Bruxelles         | Belgique - France                                         | 5-2   | Match amical [54],[55]                                                      |
| 27 | 26 mars 1933      | Colombes          | France - Belgique                                         | 3-0   | Match amical [56],[57]                                                      |
| 28 | 21 janvier 1934   | Bruxelles         | Belgique - France                                         | 2-3   | Match amical [58]                                                           |
| 29 | 14 avril 1935     | Bruxelles         | Belgique - France                                         | 1-1   | Match amical [59]                                                           |
| 30 | 8 mars 1936       | Colombes          | France - Belgique                                         | 3-0   | Match amical [60]                                                           |
| 31 | 21 février 1937   | Bruxelles         | Belgique - France                                         | 3-1   | Match amical [61],[62]                                                      |
| 32 | 30 janvier 1938   | Paris             | France - Belgique                                         | 5-3   | Match amical [63],[64]                                                      |
| 33 | 5 juin 1938       | Colombes          | France - Belgique                                         | 3-1   | Coupe du monde 1938 (huitièmes de finale) [65]                              |
| 34 | 18 mai 1939       | Bruxelles         | Belgique - France                                         | 1-3   | Match amical [66],[67]                                                      |
| 35 | 24 décembre 1944  | Paris             | France - Belgique                                         | 3-1   | Match amical [68],[69],[70]                                                 |
| 36 | 15 décembre 1945  | Bruxelles         | Belgique - France                                         | 2-1   | Match amical [71],[72]                                                      |
| 37 | 1er juin 1947     | Colombes          | France - Belgique                                         | 4-2   | Match amical [73]                                                           |
| 38 | 6 juin 1948       | Bruxelles         | Belgique - France                                         | 4-2   | Match amical [74],[75]                                                      |
| 39 | 17 octobre 1948   | Colombes          | France - Belgique                                         | 3-3   | Match amical [76]                                                           |
| 40 | 4 juin 1950       | Bruxelles         | Belgique - France                                         | 4-1   | Match amical [77],[78]                                                      |
| 41 | 1er novembre 1950 | Colombes          | France - Belgique                                         | 3-3   | Match amical [79],[80]                                                      |
| 42 | 22 mai 1952       | Bruxelles         | Belgique - France                                         | 1-2   | Match amical [81],[82]                                                      |
| 43 | 25 décembre 1952  | Colombes          | France - Belgique                                         | 0-1   | Match amical [83],[84]                                                      |
| 44 | 30 mai 1954       | Bruxelles         | Belgique - France                                         | 3-3   | Match amical [85]                                                           |
| 45 | 11 novembre 1954  | Colombes          | France - Belgique                                         | 2-2   | Match amical [86],[87]                                                      |
| 46 | 25 décembre 1955  | Bruxelles         | Belgique - France                                         | 2-1   | Match amical [88],[89]                                                      |
| 47 | 11 novembre 1956  | Colombes          | France - Belgique                                         | 6-3   | Éliminatoires de la Coupe du monde 1958 (Zone Europe, Groupe 2) [90],[91]   |
| 48 | 27 octobre 1957   | Bruxelles         | Belgique - France                                         | 0-0   | Éliminatoires de la Coupe du monde 1958 (Zone Europe, Groupe 2) [92],[93]   |
| 49 | 1er mars 1959     | Colombes          | France - Belgique                                         | 2-2   | Match amical [94],[95]                                                      |
| 50 | 28 février 1960   | Bruxelles         | Belgique - France                                         | 1-0   | Match amical [96]                                                           |
| 51 | 15 mars 1961      | Colombes          | France - Belgique                                         | 1-1   | Match amical [97]                                                           |
| 52 | 18 octobre 1961   | Bruxelles         | Belgique - France                                         | 3-0   | Match amical [98]                                                           |
| 53 | 25 décembre 1963  | Paris             | France - Belgique                                         | 1-2   | Match amical [99],[100]                                                     |
| 54 | 2 décembre 1964   | Bruxelles         | Belgique - France                                         | 3-0   | Match amical [101]                                                          |
| 55 | 20 avril 1966     | Paris             | France - Belgique                                         | 0-3   | Match amical [102],[103]                                                    |
| 56 | 11 novembre 1966  | Bruxelles         | Belgique - France                                         | 2-1   | Éliminatoires du Championnat d'Europe 1968 (Groupe 7)                       |
| 57 | 28 octobre 1967   | Nantes            | France - Belgique                                         | 1-1   | Éliminatoires du Championnat d'Europe 1968 (Groupe 7) [104]                 |
| 58 | 15 novembre 1970  | Bruxelles         | Belgique - France                                         | 1-2   | Match amical [105],[106]                                                    |
| 59 | 12 octobre 1974   | Bruxelles         | Belgique - France                                         | 2-1   | Éliminatoires du Championnat d'Europe 1976 (Groupe 7) [107],[108]           |
| 60 | 15 novembre 1975  | Paris             | France - Belgique                                         | 0-0   | Éliminatoires du Championnat d'Europe 1976 (Groupe 7) [109]                 |
| 61 | 29 avril 1981     | Paris             | France - Belgique                                         | 3-2   | Éliminatoires de la Coupe du monde 1982 (Zone Europe, Groupe 2)             |
| 62 | 9 septembre 1981  | Bruxelles         | Belgique - France                                         | 2-0   | Éliminatoires de la Coupe du monde 1982 (Zone Europe, Groupe 2) [110],[111] |
| 63 | 31 mai 1983       | Luxembourg        | France - Belgique                                         | 1-1   | Match amical [112],[113]                                                    |
| 64 | 16 juin 1984      | Nantes            | France - Belgique                                         | 5-0   | Championnat d'Europe 1984 (Groupe 1)                                        |
| 65 | 28 juin 1986      | Puebla            | France - Belgique                                         | 4-2   | Coupe du monde 1986 (match pour la 3e place) [114],[115]                    |
| 66 | 25 mars 1992      | Paris             | France - Belgique                                         | 3-3   | Match amical [116]                                                          |
| 67 | 27 mars 1996      | Bruxelles         | Belgique - France                                         | 0-2   | Match amical [117],[118],[119]                                              |
| 68 | 27 mai 1998       | Casablanca        | France - Belgique                                         | 1-0   | Tournoi Hassan II 1998                                                      |
| 69 | 18 mai 2002       | Saint-Denis       | France - Belgique                                         | 1-2   | Match amical [120],[121]                                                    |
| 70 | 18 février 2004   | Bruxelles         | Belgique - France                                         | 0-2   | Match amical [122],[123]                                                    |
| 71 | 15 novembre 2011  | Saint-Denis       | France - Belgique                                         | 0-0   | Match amical [124]                                                          |
| 72 | 14 août 2013      | Bruxelles         | Belgique - France                                         | 0-0   | Match amical [125]                                                          |
| 73 | 7 juin 2015       | Saint-Denis       | France - Belgique                                         | 3-4   | Match amical [126],[127]                                                    |
| 74 | 10 juillet 2018   | Saint-Pétersbourg | France - Belgique                                         | 1-0   | Coupe du monde 2018 (demi-finales)                                          |
| 75 | 7 octobre 2021    | Turin             | Belgique - France                                         | 2-3   | Ligue des nations 2020-2021 (demi-finales) [128]                            |
| 76 | 1er juillet 2024  | Düsseldorf        | France - Belgique                                         | 1-0   | Championnat d'Europe 2024 (huitièmes de finale)                             |
| 77 | 9 septembre 2024  | Décines-Charpieu  | France - Belgique                                         | 2-0   | Ligue des nations 2024-2025 (Ligue A, Groupe 2)                             |
| 78 | 14 octobre 2024   | Bruxelles         | Belgique - France                                         | 1-2   | Ligue des nations 2024-2025 (Ligue A, Groupe 2)                             |